# Кастрокуко (Потенца)
Кастрокуко (итал. Castrocucco) је насеље у Италији у округу Потенца, региону Базиликата.
Према процени из 2011. у насељу је живело 203 становника. Насеље се налази на надморској висини од 21 м.